# 澧浦街道
澧浦街道是中华人民共和国湖南省常德市澧县下辖的一个街道办事处。

## 行政区划
澧浦街道下辖以下村级行政区划单位：
多安桥社区、襄阳社区、澧阳社区、卢家村、皇山村、羊古社区、彭家村、柳家村、蚕桑村、三贤村、宝塔村、沿河村和任家巷村。